# Benkeppalli, Chincholi
Benkeppalli là một làng thuộc tehsil Chincholi, huyện Gulbarga, bang Karnataka, Ấn Độ.